# La straniera (film 1930)
La straniera è un film del 1930 diretto da Amleto Palermi e Gaston Ravel. Co-prodotto da Francia-Italia-Germania da Films Jean de la Cour e Hegewald Film e distribuito dall'Alfa Cinematografica, il film - girato agli Studios Tobis di Epinay-sur-Seine a Seine-Saint-Denis - uscì nelle sale italiane nel novembre 1930.
Dal soggetto di Alexandre Dumas fils vennero tratte tre versioni: questa in italiano dal titolo La straniera; un'altra francese, con il titolo L'Étrangère, diretto sempre da Ravel e distribuita nel 1931; una in tedesco, anche del 1931, diretta da Fred Sauer, con il titolo Die Fremde, sceneggiata da Gaston Ravel.

## Trama
Dopo aver promesso di sposare un ricco americano, una misteriosa donna sottrae tutti i suoi soldi dal proprio conto in banca e improvvisamente scompare. L'unico indizio che l'americano ha nei confronti della donna è una telefonata criptica, in cui afferma di aver "ottenuto giustizia da diverse persone". Ciò che intende è che è stata impegnata a vendicarsi contro l'intera popolazione maschile, attraverso mezzi che vanno dall'infedeltà all'omicidio. Perché sua madre è stata sedotta e abbandonata da un dongiovanni.